# Riesenbuche bei Oberbach

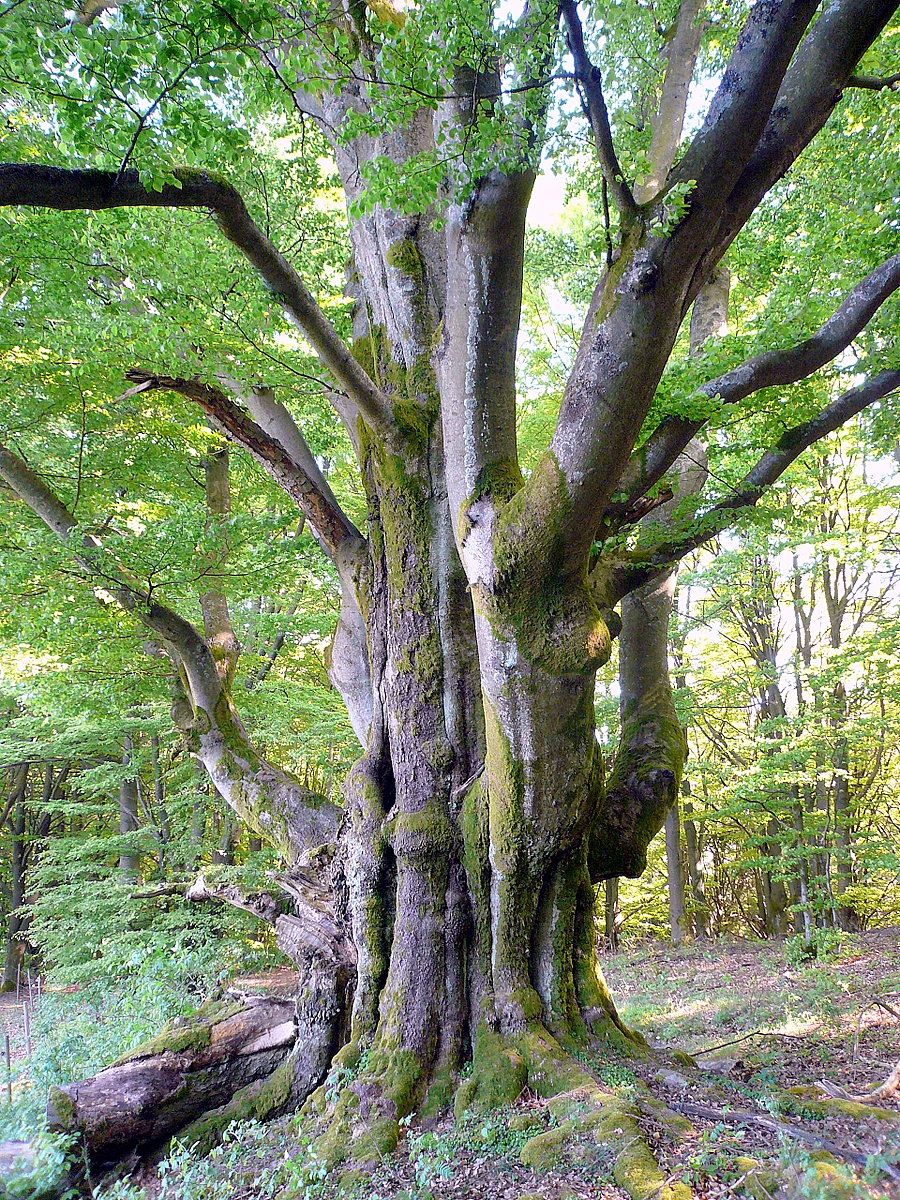
Stammansicht

Die Riesenbuche bei Oberbach,  eine Rotbuche (Fagus sylvatica), steht etwa zwei Kilometer südöstlich von Oberbach, einem Ortsteil von Wildflecken, im Landkreis Bad Kissingen in der bayerischen Rhön. Der Baum steht oberhalb der Ziegelhütte etwa auf 610 Meter über Normalnull am Waldrand, schon auf der Gemarkung der Nachbargemeinde Riedenberg im Naturschutzgebiet Rosengarten.

## Beschreibung

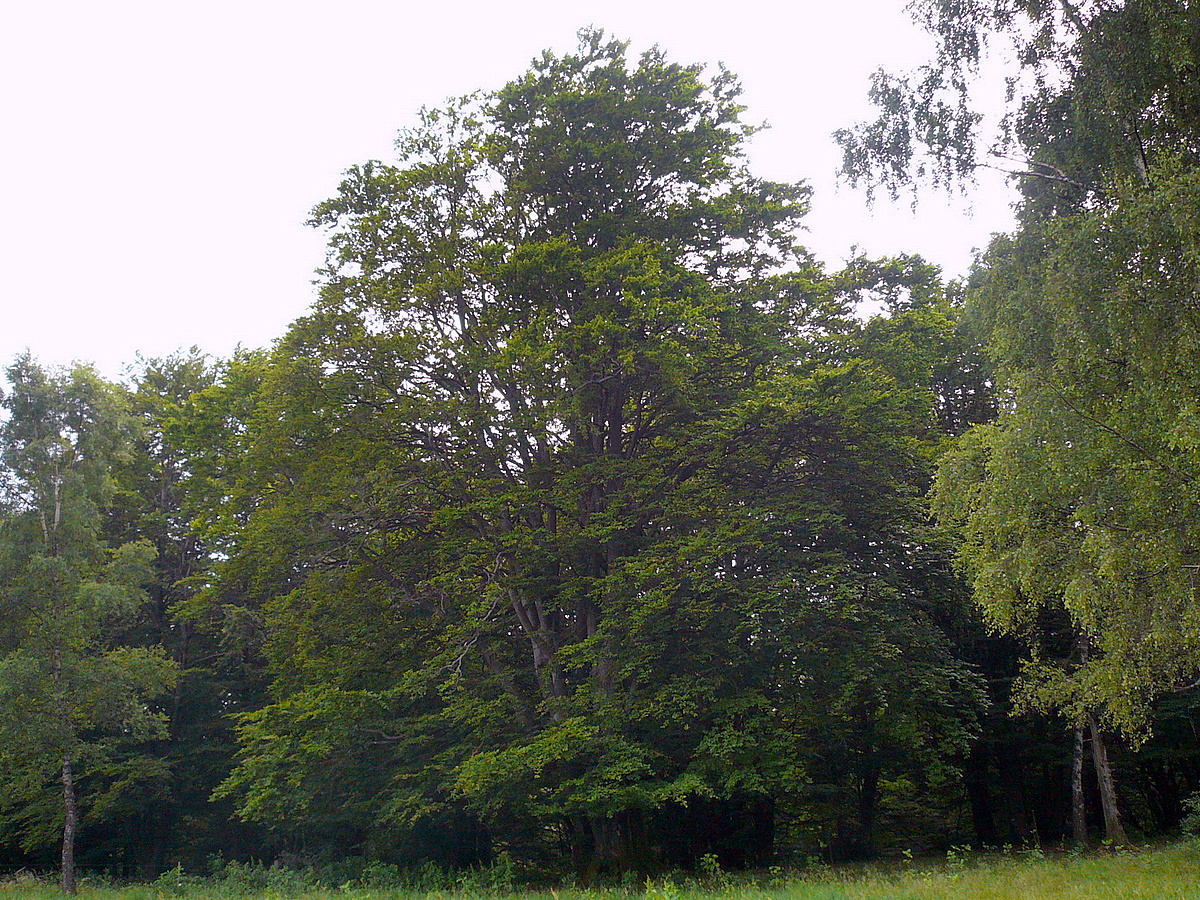
Gesamtansicht

Der kurze, gedrungene Stamm hat bis zu sechs Meter lange freiliegende Wurzeln. Von den ursprünglich fünf bugförmig gebogenen Ästen brach einer im Frühjahr 2002 zum Feld hin ab. Da die Buche im Naturschutzgebiet steht, wurde die Wunde am Stamm nicht behandelt. Die Buche ist etwa 200 bis 340 Jahre alt. 2001 hatte der Stamm an der Stelle seines geringsten Durchmessers einen Umfang von 6,60 und in einem Meter Höhe von 6,85 Metern. 2011 war der Umfang des Stammes an der Stelle seines geringsten Durchmessers, auf 0,9 Meter Höhe, 6,65 Meter. Die Buche zählt damit zu den stärksten in Deutschland und liegt mit diesen Maßen nach dem Deutschen Baumarchiv, dem der Stammumfang in einem Meter Höhe als wichtigstes Auswahlkriterium dient, über dem unteren Grenzwert der national bedeutsamen Bäume (NBB). Die Buche ist etwa 28 Meter hoch, der Kronendurchmesser beträgt 20 Meter.
In der näheren Umgebung stehen zwei weitere Buchen, davon eine am Waldrand, etwa 100 Meter südöstlich. Sie ist in einem guten Zustand und hatte 2011 einen Taillenumfang von 5,58 Metern, auf 1,10 Meter Höhe. 200 Meter südöstlich steht in einer Hecke eine weitere Buche mit halbzerstörtem Stamm und einem Taillenumfang von 6,20 Metern, auf 1,20 Meter Höhe, im Jahre 2011.